# Pterogorgia serrata
Pterogorgia serrata is een zachte koraalsoort uit de familie Gorgoniidae. De koraalsoort komt uit het geslacht Pterogorgia. Pterogorgia serrata werd in 1855 voor het eerst wetenschappelijk beschreven door Valenciennes. 